# Змеиный яд (фильм)
«Змеиный яд» (англ. Venom) — британский фильм ужасов 1981 года.

## Сюжет
Немецкий преступник Джэкмел, роль которого играет Клаус Кински, похищает американского мальчика (Лэнс Холком), живущего в Лондоне. В этом ему помогают слуги подростка (Оливер Рид и Сьюзэн Джордж). По незнанию, мальчик случайно приобретает ядовитую змею, предназначенную для токсиколога Доктора Мэрион Стоу (Сара Майлз) и смертоносная рептилия оказывается на свободе где-то в доме.

## В ролях
- Клаус Кински
- Оливер Рид
- Лэнс Холком
- Сара Майлз
- Никол Уильямсон
- Стерлинг Хэйден
- Сьюзан Джордж